# Carl Ström (1776–1860)
Carl Johan Ström, född 24 juni 1776 i Stockholm, död 11 mars 1860 i Malmö, var en svensk militär.
Carl Ström var son till sjökaptenen Gabriel Ström och Clementine Maule. Han blev officer 1783, major vid Södra skånska infanteriregementet 1810, överstelöjtnant 1816 och överste 1831. Ström var chef för Södra skånska infanteriregementet 1841–1846 och kommendant i Malmö 1841–1859.